# Baeiwe
En la mitología lapona (Lapón), Baeiwe es el Dios solar. Se le representa en el centro de gran número de tambores mágicos, va en figura de círculo, de cuadrado o de triángulo dentro del que están los tres hombres santos que llevan nombres derivados del noruego: Sod nabaeiwe (domingo), Lava (sábado) y Frid (viernes), como sin con ello quisieran hacer alusión al día santo en cada una de las religiones que conocían; el cristianismo (domingo), el judaísmo (sábado) y el islamismo (viernes).
Era el único dios a quien los lapones ofrecían holocaustos y le hacían presentes para que los preservase de enfermedades y aumentara los rebaños de reses.
- Datos: Q5716290

- El contenido de este artículo incorpora material del tomo 7 de la Enciclopedia Universal Ilustrada Europeo-Americana (Espasa), cuya publicación fue anterior a 1945, por lo que se encuentra en el dominio público.